# 潘恩 (明朝)
潘恩（1496年—1582年），字子仁，号湛江，又号笠江，直隶上海（今上海市黄浦区）人，明朝政治人物，嘉靖癸未進士，官至都察院左都御史。

## 生平
嘉靖元年（1522年）舉壬午科應天鄉試，嘉靖二年（1523年）聯捷癸未科進士，授祁州知州，調鈞州知州。升任南京刑部主事，升南京刑部員外郎，母喪服闕，除刑部員外郎。
嘉靖十二年（1533年）任廣東按察司僉事、提調學校，署按察使事。嘉靖十六年（1537年）任四川布政司左參議。嘉靖二十一年（1542年）任山東按察副使。御史葉經以試錄忤旨，潘恩連坐下詔獄，后貶為廣東河源典史。此後嘉靖三十二年（1553年）任雲南按察使、江西右布政使。嘉靖三十三年（1554年）任浙江左布政使。嘉靖三十五年（1556年）改都察院右副都御史、巡撫河南，彈劾徽王朱載埨貪虐。嘉靖三十六年（1557年）入京任刑部右侍郎，改工部左侍郎。同年升任南京工部尚書。嘉靖三十九年（1560年）任刑部尚書。嘉靖四十年（1561年）任都察院左都御史、廷試讀卷官。萬曆十年（1582年）去世，贈太子太保，后贈少保。諡恭定。

## 著作
著有《笠江集》十二卷等。

## 家族

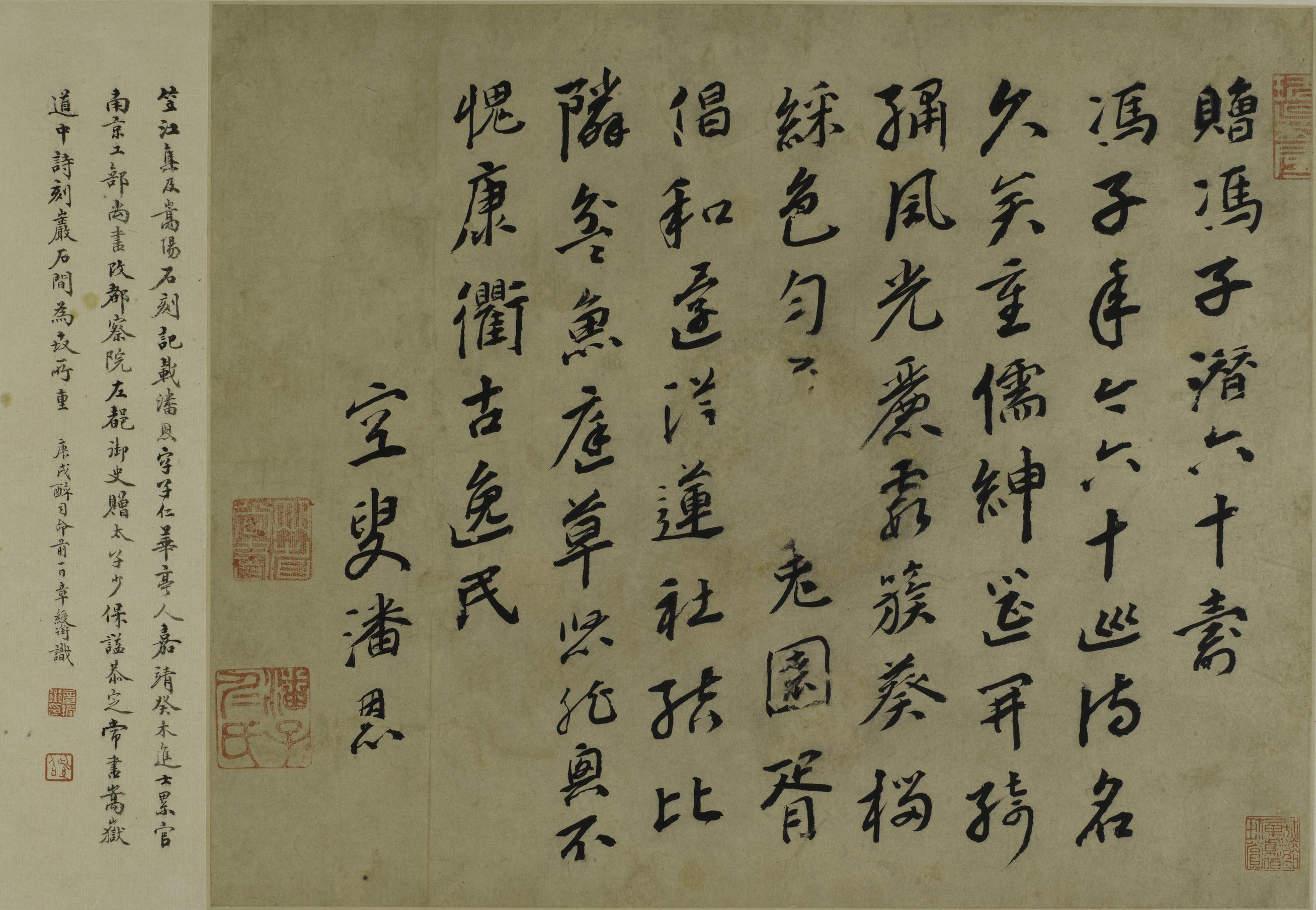
潘恩的行书书法

其先毘陵人，元末避兵亂，徙上海。曾祖潘麟，所大使。祖父潘慶。父潘奎，项城典史。前母趙氏；母錢氏。重庆下。
潘恩归乡後，与弟潘惠（1502年-1586年）（號淞涯，官承德郎温州府通判）、潘忠（字子荩，嘉靖十三年甲午科舉人，官工部郎中）、潘恕在家修建了一个四老堂。有子潘允哲、潘允端、潘允亮。